# Riny van der Bie-van Vliet

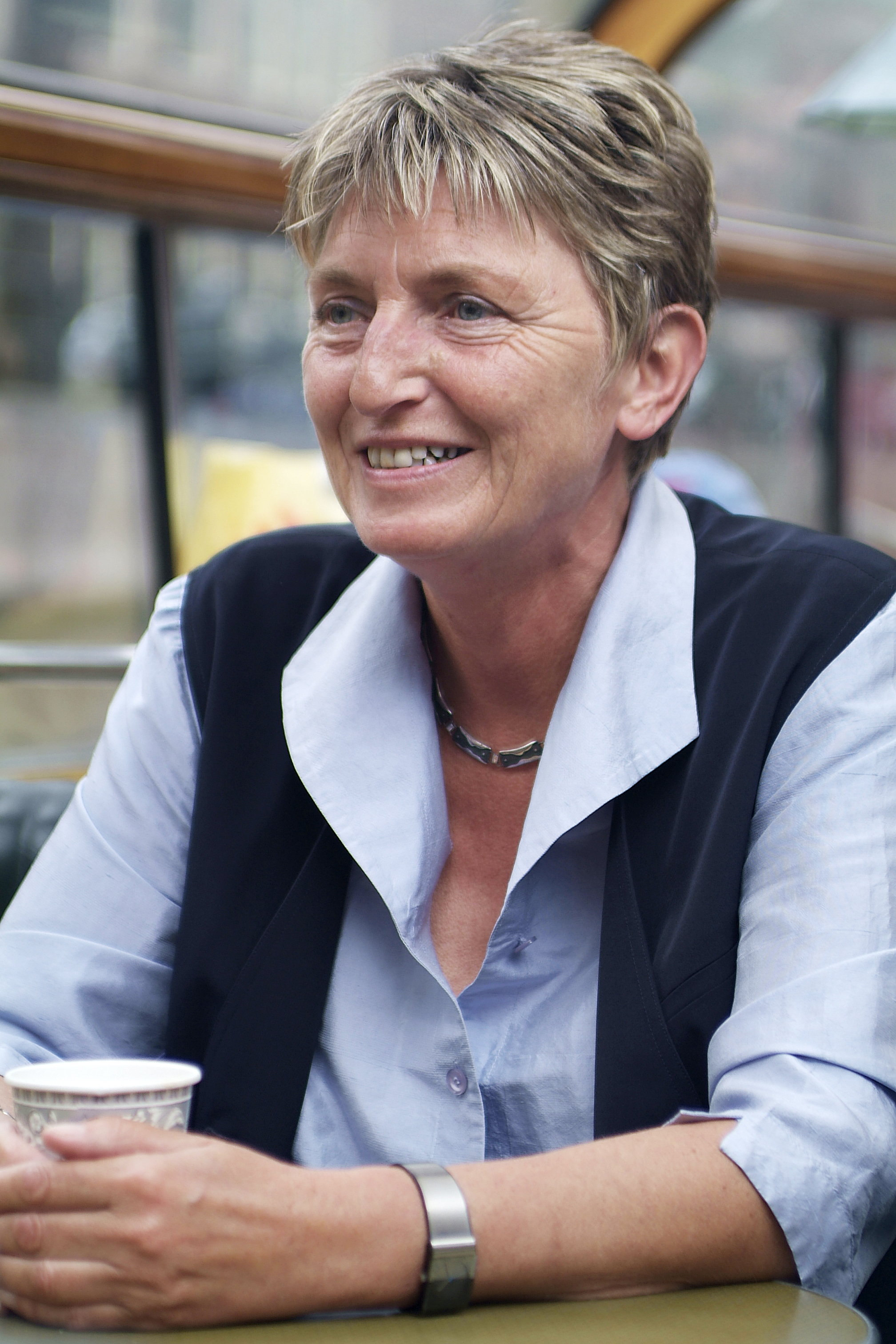
Riny van der Bie-van Vliet in 2005

Catharina Maria (Riny) van der Bie-van Vliet (Hoenkoop, 11 april 1948 – Den Haag, 16 juli 2016) was een Nederlands politicus van de PvdA.
Ze zat vanaf 1982 in de gemeenteraad van Delft waar ze ook enkele jaren wethouder is geweest voor ze in april 1996 geïnstalleerd werd als burgemeester van Moordrecht. In juli 2003 werd ’s nachts door Molukse jongeren een brandbom door de brievenbus van haar ambtswoning gegooid, omdat ze vonden dat de gemeente te weinig voor hen deed. De daders werden later veroordeeld. Omdat er weinig brandbare zaken in de hal stonden bleef de materiële schade beperkt maar het incident greep haar zo aan dat ze op dringend medisch advies voor onbepaalde tijd haar ambt neerlegde. In oktober 2003 werd Peter Neeb benoemd tot waarnemend burgemeester van Moordrecht. Van der Bie-van Vliet zou niet meer terugkeren en in maart 2006 werd haar eervol ontslag verleend en ging ze vervroegd met pensioen. Midden 2016 is ze op 68-jarige leeftijd overleden.